# Lucy Steele
Lucy Steele (* 12. Mai 1969 in Bristol, Vereinigtes Königreich) ist eine ehemalige kanadische Skilangläuferin.

## Werdegang
Steele, die für den Whitehorse Cross Country Ski Club startete, trat international erstmals bei den Junioren-Skiweltmeisterschaften 1988 in Saalfelden in Erscheinung. Dort belegte sie den 55. Platz über 10 km, den 51. Rang über 15 km und den zehnten Platz mit der Staffel. Im folgenden Jahr lief sie bei den Junioren-Skiweltmeisterschaften in Vang auf den 40. Platz über 5 km, auf den 24. Rang über 15 km und auf den 11. Platz mit der Staffel. Bei den nordischen Skiweltmeisterschaften 1991 im Val di Fiemme errang sie den 50. Platz über 5 km klassisch und den 48. Platz 10 km Freistil. In der Saison 1991/92 kam sie bei den Olympischen Winterspielen 1992 in Albertville auf den 46. Platz über 5 km klassisch, auf den 39. Rang in der Verfolgung und auf den 33. Platz über 30 km Freistil. Zudem wurde sie dort zusammen mit Angela Schmidt-Foster, Rhonda DeLong und Jane Vincent Elfte in der Staffel. Ihre besten Platzierungen bei den nordischen Skiweltmeisterschaften 1993 in Falun waren der 38. Platz über 30 km Freistil und der 14. Rang mit der Staffel und bei den nordischen Skiweltmeisterschaften 1995 in Thunder Bay der 38. Platz über 30 km Freistil und der 13. Rang mit der Staffel. In der Saison 1994/95 holte sie zwei Siege und in der Saison 1995/96 einen Sieg im Continental-Cup. Ihre letzten internationalen Rennen absolvierte sie im Februar 1997 bei den nordischen Skiweltmeisterschaften in Trondheim. Dort belegte sie den 69. Platz über 5 km klassisch, den 57. Rang in der Verfolgung und den 55. Platz über 15 km Freistil.

## Siege bei Continental-Cup-Rennen
| Nr. | Datum         | Ort     | Disziplin      | Serie           |
| --- | ------------- | ------- | -------------- | --------------- |
| 1.  | 26. März 1995 | Vernon  | 10 km Freistil | Continental-Cup |
| 2.  | 1. April 1995 | Vernon  | 30 km Freistil | Continental-Cup |
| 3.  | 5. April 1996 | Jackson | 5 km Freistil  | Continental-Cup |